# هيتيسو
هيتيسو (بالألمانية: Hittisau) هي بلدية في منطقة بريغنز في ولاية فورارلبرغ، النمسا.